# Amstel Gold Race 1997
La 32ª edición de la Amstel Gold Race se disputó el 26 de abril de 1997 en la provincia de Limburgo, Países Bajos. La carrera constó de una longitud total de 258 km, entre Heerlen y Maastricht.
El vencedor fue el danés Bjarne Riis (Team Deutsche Telekom) fue el vencedor de esta edición en solitario en la línea de meta. El italiano Andrea Tafi (Mapei-GB) y el suizo Beat Zberg (Mercatone Uno) fueron segundo y tercero respectivamente. 

## Clasificación final
| Pos. | Ciclista         | Equipo                | Tiempo     |
| ---- | ---------------- | --------------------- | ---------- |
| 1    | Bjarne Riis      | Team Deutsche Telekom | 6h 11' 19" |
| 2    | Andrea Tafi      | Mapei-GB              | + 46"      |
| 3    | Beat Zberg       | Mercatone Uno         | m. t.      |
| 4    | Laurent Roux     | TVM                   | m. t.      |
| 5    | Mauro Gianetti   | La Française des Jeux | m. t.      |
| 6    | Michele Bartoli  | MG Maglificio         | + 47"      |
| 7    | Laurent Jalabert | ONCE                  | + 48"      |
| 8    | Andrei Tchmil    | Lotto                 | + 1' 08"   |
| 9    | Rolf Aldag       | Team Deutsche Telekom | m. t.      |
| 10   | Rolf Sørensen    | Rabobank              | m. t.      |